# Alice and Sparkle
Alice and Sparkle är en barnbok från 2022 av Ammaar Reshi. Han skapade boken med hjälp av artificiell intelligens, vilket föranledde en debatt om tillkomstprocessen. Vissa menade att eftersom den AI-baserade bildgeneratorn Midjourney tränas på befintliga illustrationer, borde originalkonstnärerna kompenseras.